# Nikolaus Blind
Nikolaus Larsson Blind, född 27 juli 1926, död 14 oktober 1972, var en svensk konstnär.
Blind var uppväxt i Ratekjokk, en samisk bosättning söder om Kalixälven, i en renskötande familj. Som konstnär var han delvis autodidakt och bedrev självstudier under en studieresa till Paris 1951, men under tonåren hade han gått en korrespondenskurs i landskapsmålning och i mitten av 40-talet kom han in på Otte Skölds målarskola i Stockholm. 1947 började han på Konstakademien där han studerade i två år.
Han medverkade i Sveriges allmänna konstförenings utställning på Liljevalchs 1948 och i utställningen Unga tecknare på Nationalmuseum ett flertal gånger. Hans sista utställning under hans livstid var på Galleri St. Nikolaus i Stockholm 1963, då 60 oljemålningar visades. Kiruna konstgille ordnade en minnesutställning på Kiruna stadshus 2007.
Hans konst består av porträtt, landskap och samekultur huvudsakligen i form av teckningar.
Blind är representerad vid Moderna Museet i Stockholm med åtta verk (en oljemålning och sju blyertsteckningar) som ursprungligen köpts in av Nationalmuseum. Samernas utbildningscentrum i Jokkmokk har en oljemålning och tre oljemålningar finns på Norrbottens museum i Luleå.